# Batalla de San Quintín (1810)
La batalla de San Quintín es una batalla en la Guerra de la Independencia Española, en la que se enfrentaron el ejército de liberación español contra el ejército ocupante francés. Sucedió en el año 1810 en los alrededores de Cardona, en la colina de San Quintín. 

## Historia
En octubre de 1810, el general MacDonald, mariscal del Imperio francés, quería conquistar Cardona, una plaza fuerte e imprescindible para el dominio de la parte central de Cataluña debido a su posición geográfica central, dominando las principales vías de comunicación.
En el Castillo de Cardona se refugiaban las tropas del marqués de Campo Verde, capitán general de Cataluña, que se habían agrupado desde la Segarra. Las tropas francesas tenían ocho mil infantes y ochocientos hombres a caballo, mientras que la división de Campo Verde sólo contaba con tres mil infantes y doscientos hombres a caballo. El 19 de octubre, las tropas de MacDonald saquearon Solsona y a continuación fueron hacia Cardona.
El general MacDonald dividió su ejército en dos columnas que atacaron el castillo por dos caminos diferentes. La pequeña (3000 hombres) avanzó por el camino desde Clariana de Cardener, mientras que la más numerosa atacó por sorpresa por el camino de Cervera y la capilla de San Quintín, pasando por Planès (Cardona).
Ese día, tercer domingo de octubre, el pueblo de Cardona celebraba el traslado de sus santos patrones, San Celdonio y San Ermentero. Cuando los pobladores avistaron la columna francesa que venía por Clariana, repicaron las campanas y Campo Verde envió la mayor parte de las tropas contra la primera columna francesa dejando a los paisanos de las guerrillas en la retaguardia. Estos pocos tuvieron que hacer frente a la batería principal del ejército francés logrando echar a los franceses.
El combate acabó con 400 franceses y 80 caballos muertos, mientras que las muertes del bando de Campo Verde no superaban la docena de bajas. Los guerrilleros rodearon a los franceses y prendieron fuego a los bosques de Planés (Cardona). La población atribuyó esta victoria a la ayuda de sus patrones, cosa que convirtió la defensa de Cardona en un hecho legendario.